# Friedhof von Becusi

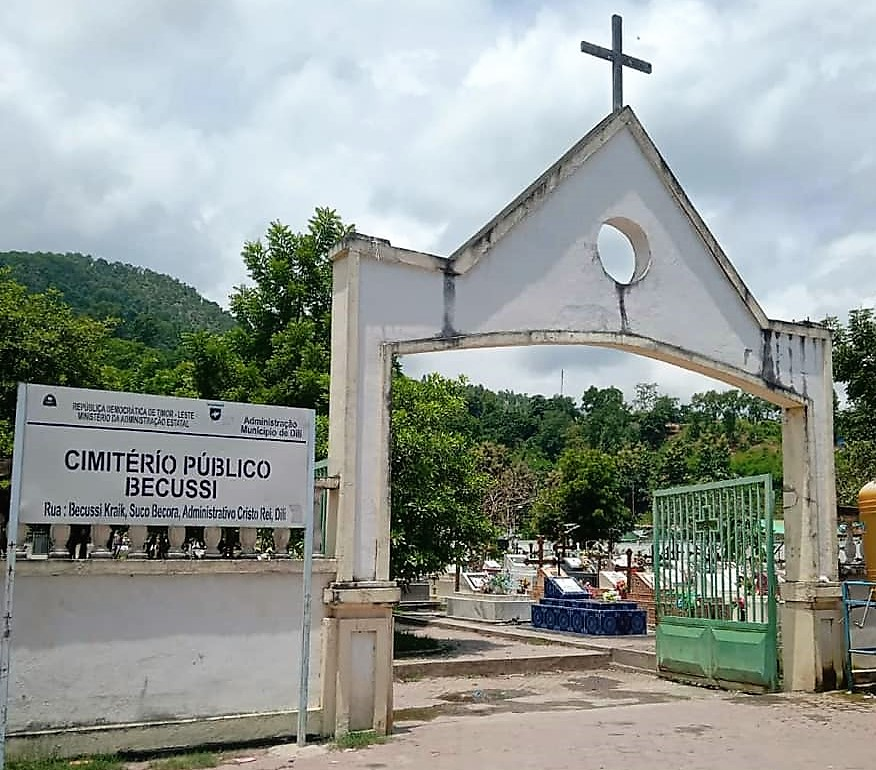
Eingang zum Friedhof

Der Friedhof von Becusi befindet sich im Suco Becora, im Südosten von Osttimors Hauptstadt Dili. Er liegt an der Rua de Becussi in der Aldeia Becusi Craic. Der Friedhof ist seit 2015 im Betrieb und dehnt sich inzwischen den Berghang hoch. Die Vorgabe, dass beerdigte Personen nur fünf Jahre auf dem Friedhof gelagert werden dürfen und die sterblichen Überreste dann in ein Beinhaus überführt werden müssen, wird oft nicht eingehalten, was zu Platzproblemen führt.

## Beerdigte Personen (Auswahl)
- Isabel da Costa Ferreira (1974–2023), Juristin, Politikerin und First Lady[2]
- Filomeno Pedro Cabral Fernandes (1955–2020), Lokalpolitiker, Fußballspieler und Fußballfunktionär[3]
- Dan Groshong (1962–2017), US-amerikanischer Journalist und Fotograf[4]
- Tom Hyland (1952–2024), irischer Osttimoraktivist[5]
- Dan Murphy (1944–2020), US-amerikanischer Mediziner[4]
- Gilman Exposto dos Santos (1956–2019), Politiker[6]